# Edoardo Stoppacciaro
Edoardo Stoppacciaro (Montefiascone, 6 luglio 1983) è un doppiatore italiano.

## Biografia
Edoardo Stoppacciaro, dopo la maturità classica, studia all’Accademia Tuttiinscena di Giuseppe e Claudio Insegno. Ha lavorato anche come doppiatore di molti lungometraggi animati, tra i quali Ratatouille, Cenerentola e gli 007 nani, Strange Magic, Cattivissimo me.
Nel 2015 è stato pubblicato il suo primo romanzo, Una primavera di cenere, primo capitolo della trilogia Mondo in fiamme edito da La Corte Editore. Il secondo capitolo, Requiem d'acciaio, è stato pubblicato nel 2019. Il terzo capitolo, L’illusione degli uomini, è stato pubblicato nel 2024.
Nel 2016 si sposa con la doppiatrice Sara Ferranti.
Stoppacciaro ha partecipato al doppiaggio inglese (diretto da Francesco Vairano) del film Pinocchio (2019) di Matteo Garrone, doppiando il personaggio di Arlecchino, interpretato da Claudio Gaetani.

## Doppiaggio

### Film
- Eddie Marsan in Hancock, Sherlock Holmes, Sherlock Holmes - Gioco di ombre, Choose or Die
- Jesse Plemons in Hostiles - Ostili, Sto pensando di finirla qui, Jungle Cruise, Il potere del cane, Kinds of Kindness
- Matt Lucas in Alice in Wonderland, Alice attraverso lo specchio, Wonka, Il gladiatore II
- Paul Walter Hauser in Crudelia, Queenpins - Le regine dei coupon, I Fantastici Quattro - Gli inizi, Una pallottola spuntata
- Robert Kazinsky in Pacific Rim, Fuga in tacchi a spillo, Warcraft - L'inizio
- Adam Brown in Lo Hobbit - Un viaggio inaspettato, Lo Hobbit - La desolazione di Smaug, Lo Hobbit - La battaglia delle cinque armate
- John Gallagher Jr. in 10 Cloverfield Lane, Peppermint - L'angelo della vendetta
- Rafe Spall in One Day, Vita di Pi
- Riz Ahmed in Four Lions, Jason Bourne
- Jonathan Maxwell Silver in Moonfall
- Michael Fassbender in Hunger
- Dominic Monaghan in X-Men le origini - Wolverine
- Cillian Murphy in Heart of the Sea - Le origini di Moby Dick
- Ben Foster in Inferno
- David Gyasi in Maleficent - Signora del male
- Domhnall Gleeson in Barry Seal - Una storia americana
- Richard Madden in Rocketman, Eternals
- Fra Fee in Rebel Moon - Parte 1: Figlia del fuoco, Rebel Moon - Parte 2: La sfregiatrice
- Jason Schwartzman in Bored to Death - Investigatore per noia, Queer
- Bill Hader in It - Capitolo due
- Gwilym Lee in Bohemian Rhapsody
- August Diehl in Il Maestro e Margherita
- Ryan Gosling in The Nice Guys
- Billy Magnussen in Aladdin
- Sharlto Copley in Humandroid
- Seann William Scott in Super Troopers 2
- Johnny Whitworth in Limitless
- Jason Segel in I fantastici viaggi di Gulliver
- Dallas Roberts in The Grey
- Jason Ritter in Il prescelto
- Clark Duke in Sex Movie in 4D
- Jake Johnson in Jurassic World
- Benedict Cumberbatch in L'altra donna del re
- José María Yazpik in The Burning Plain - Il confine della solitudine
- Yoshio Izuka in Disaster Movie
- Seamus O'Hara in L'ultima vendetta
- Mark McKinney in Mi sono perso il Natale
- William Levy in Resident Evil: The Final Chapter
- Danny Masterson in Yes Man
- Killian Donnelly in Les Misérables
- Austin Lysy in La frode
- Joseph Cross in Lincoln
- Joshua Close in The Master
- P.J. Byrne in The Wolf of Wall Street
- Claudio Gaetani in Pinocchio (film 2019, versione inglese)
- Tom Pelphrey in Mank
- Matthew Little in Alla ricerca dell'isola di Nim
- Sam Riley in PPZ - Pride + Prejudice + Zombies
- Jake Abel in Love & Mercy
- Owen Burke in Buttiamo giù l'uomo
- Matthew Law in La verità di Grace
- Pilou Asbæk in Outside the Wire
- Harold Ramis in Ghostbusters: Legacy
- Sébastien Pouderoux in Black Box - La scatola nera
- Linus Wahlgren in The Other Side
- Timothy Simons in Home Sweet Home Alone - Mamma, ho perso l'aereo
- Rob Yang in The Menu
- Sébastien Castro in Tutti pazzi in casa mia
- Petter Width Kristiansen in Royalteen - L'erede
- Thomas Gullestad in Kadaver
- Ekin Koç in Voglio crederci
- Mustafa Al-Mashhadani in Una parte di te
- Arturo Castro in Road House
- Glen Powell in Hit Man - Killer per caso
- François Neycken in Gli infallibili
- Yang Shi in Il ragazzo e la tigre
- Bastien Ughetto in Il buco - Capitolo 2
- Kyle Mooney in Fidanzata in affitto
- Leon Robinson in Cliffhanger - L'ultima sfida (ridoppiaggio)
- Stephen Campbell Moore in Freud - L'ultima analisi
- Flula Borg in My Spy - La città eterna
- Jamie Demetriou in Back in Action
- Lamorne Morris in Saturday Night
- Ansu Kabia in Biancaneve
- Waris Ahluwalia in Ballerina
- Magnus Haugaard Petersen in Amore a Copenhagen
- Will Merrick in F1 - Il film
- Timm Sharp in M3GAN 2.0
- Sean Gunn in Superman
- Manny Jacinto in Quel pazzo venerdì, sempre più pazzo
- J. Claude Deering ne La notte arriva sempre

### Film d'animazione
- Vector in Cattivissimo me, Cattivissimo me 4
- Emile in Ratatouille
- Rick in Cenerentola e gli 007 nani
- Pizzaiolo in Ant Bully - Una vita da formica
- Giornalista in TMNT
- Benjamin in La sirenetta: Quando tutto ebbe inizio
- Stephen in Madagascar 2
- Tousoke Aoki in Shinko e la magia millenaria
- Ezechiele in Rango
- Vanitoso in I Puffi, I Puffi 2
- Giovane Macintosh in Ribelle - The Brave
- Barbacciaio in The LEGO Movie, The LEGO Movie 2 - Una nuova avventura
- Barry Allen / Flash in Lego Batman - Il film
- Il fratello maggiore di Takao in Il giardino delle parole
- Roland in Strange Magic
- Cartero in Pedro: Galletto coraggioso
- Ted in Ozzy - Cucciolo coraggioso
- Stu in L'era glaciale 2 - Il disgelo
- El Primero in Ferdinand
- Forse in Ralph spacca Internet
- Tomcrus in Asterix e il segreto della pozione magica
- Papà in A spasso con Willy
- Mr. Collick in Mister Link
- Benjamin Bunny in Peter Rabbit, Peter Rabbit 2 - Un birbante in fuga
- Papà in Robin Robin
- Stanley in Boog & Elliot 2, Boog & Elliot 3
- Gideon Gray in Zootropolis
- Obie in Natale eXtraterrestre
- Wormmon in Digimon Adventure: Last Evolution Kizuna
- Eric ne I Mitchell contro le macchine
- Ruben in PAW Patrol - Il film
- Dave in Back to the Outback - Ritorno alla natura
- Phil Winslow in Sansone
- Grillo Parlante in Pinocchio
- Vincent in Maurice - un topolino al museo
- Buio in Orion e il Buio
- Signor Bunting in L'immaginario
- Rafiki giovane in Mufasa - Il re leone

### Serie televisive
- Patrick J. Adams in NCIS - Unità anticrimine, Suits, Pretty Little Liars, Orphan Black, Legends of Tomorrow
- Rubén Cortada in Il tempo del coraggio e dell'amore, Il Principe - Un amore impossibile, Quello che nascondono i tuoi occhi
- Richard Madden in Il Trono di Spade, Bodyguard
- Jesse Williams in Grey's Anatomy, Only Murders in the Building
- Hayes MacArthur in Angie Tribeca
- Niels Kurvin in Squadra speciale cobra 11
- Noah Reid in Titanic
- Ross Marquand in The Walking Dead
- Ross Butler in K.C. Agente Segreto
- Brendan Penny in Motive
- Matt Barr in Blood & Treasure
- Barrett Foa in NCIS: Los Angeles
- Jesse Lee Soffer in Chicago P.D.
- Raphael Sbarge in C'era una volta
- Rahul Kohli in iZombie
- Rupert Friend in Homeland - Caccia alla spia
- Tom Hopper in Black Sails
- Todd Lasance in Spartacus
- Zach Roerig in The Vampire Diaries
- Fred Weller in In Plain Sight - Protezione testimoni
- Mark Ryder in I Borgia
- Luke Zimmerman in La vita segreta di una teenager americana
- Ismail Bashey in Alias
- Culleen Douglas in Streghe
- Gwilym Lee in L'ispettore Barnaby
- Miguel Ángel Silvestre in Velvet
- Yon González in Il sospetto
- Bart Santana in Fisica o chimica
- Richard Speight Jr. in Supernatural
- James Norton in Grantchester
- Jason Dohring in Veronica Mars (st. 4)
- George Blagden in Versailles
- Burak Yamantürk in Come sorelle
- Scott Caan in Hawaii Five-o
- Jeff Pierre in Walker
- Deji LaRay in Bosch
- Ronen Rubinstein in American Horror Stories (st. 1 ep. 5)
- Máximo Ruiz in Intrecci del passato
- Luke Kleintank in FBI: International
- Seth Rogen in Pam & Tommy
- Bae Sung-Woo in The 8 Show
- Kim In-kwon in Kiseiju - La zona grigia
- Yoshi Barrigas in The chosen
- Burak Deniz in Interrupted - L'amore incompiuto
- Iwan Rheon in Those About to Die
- Bobby Naderi in Sorelle sbagliate

### Soap opera e telenovelas
- Rodrigo Guirao Díaz in Il mondo di Patty
- Mariano Torre in Teen Angels
- Rubén Cortada in Cuore ribelle

### Serie animate
- Aqualad in Young Justice
- Elfo in Disincanto
- Darth Maul in Star Wars: The Clone Wars, Star Wars Rebels
- Pizza Steve in Uncle Grandpa
- Beezy in Jimmy Jimmy
- Iron Man in Super Hero Squad Show
- Dave in Yin Yang Yo!
- Sergei in American Dad
- Comandante Occhio in Wander
- Egon in The Real Ghostbusters (doppiaggio Netflix)
- Yum Labouchè in Big Hero 6 - La serie
- Manager Baby Hendershot in Baby Boss - Di nuovo in affari[6]
- Inferno in Ben 10
- Paperoga in DuckTales
- Timothy/Polverizzatore/Mutagen Man in Teenage Mutant Ninja Turtles - Tartarughe Ninja
- Smerlotto in La collina dei conigli
- Naoshi Usui in Il mio matrimonio felice
- Super Adaptoid in M.O.D.O.K.
- Kanegida in Full Metal Panic? Fumoffu
- Hiroshi Morenos in Michiko e Hatchin
- Leeron Littner in Sfondamento dei cieli Gurren Lagann
- Shōgo Makishima in Psycho-Pass
- Mu-San in Gintama
- Pete Doheny in Human Resources
- Tylor Tuskmon in Monsters & Co. la serie - Lavori in corso
- Barry Buns in Kiff
- Sir Pentious in Hazbin Hotel
- Re Aelstorm in Secret Level

### Videogiochi
- Hirogn in La Terra di Mezzo: L'ombra di Mordor[7] (2014)
- Darth Maul in Disney Infinity 3.0 (2015)[8]
- Sean McAllister in Need for Speed: Payback (2017)